# Dendrobium dearei
Dendrobium dearei Rchb. f., 1882 è una pianta della famiglia delle Orchidacee.

## Descrizione
D. dearei è un'orchidea epifita di taglia medio-grande che presenta fusti eretti, scanalati, leggermente più spessi nella parte alta, con foglie distribuite lungo tutto il fusto e con guaine fogliari ricoperte di peli scuri. Le foglie sono persistenti, oblungo-lineari, coriacee. La fioritura avviene in inverno - primavera, con racemi ascellari arcuati, ricadenti con 6 -18 fiori grandi 7 - 8 centimetri e dal caratteristico odore di muffa.

## Distribuzione e habitat
È una pianta originaria del Borneo e delle Isole Filippine dove cresce epifita nelle foreste costiere ad altitudini modeste (da 60 a 100 metri).

## Coltivazione
Rispetto ad altre specie di Dendrobium, questa ha necessità di innaffiature e concimazioni più regolarmente distribuite lungo tutto l'anno. In questo modo può rifiorire più volte..